# 에르만노 올미
에르만노 올미(Ermanno Olmi, 1931년 7월 24일 ~ 2018년 5월 6일)는 이탈리아의 영화 감독, 영화 각본가이다.

## 출연 작품
- 레인보우: 나의 사랑 (2017)
- 초원은 돌아올 것이다 (2014)
- 코메 보글리오 케 시아 일 미오 푸투로 (2012)
- Un foglio bianco - Appunti su 'Il villaggio di cartone (2011)
- 판자촌 (2011)
- 룰티모 가토파르도 (2010)
- 와인을 찾아서 (2009)
- 테라 마드레 (2009)
- 천 개의 못 (2007)
- 티켓 (2005)
- 무기의 기능 (2000)
- 영험한 애주가의 전설 (1988)
- 장수하세요 (1987)
- 나막신 나무 (1978)
- 약혼 (1963)
- 직업 (1961)
- 멈춰 선 시간 (1959)